# Pachycephala rufogularis
Pachycephala rufogularis е вид птица от семейство Pachycephalidae. Видът е световно застрашен, със статут Уязвим.

## Разпространение
Видът е разпространен в Австралия.